# 大野琉功
大野 琉功（おおの りく、2011年9月1日 - ）は、日本の子役タレント。ジョビィキッズ所属。

## 来歴
- 2018年10月、フジテレビ系「じゃじゃじゃじゃ〜ン!」でテレビデビュー。

- 2019年4月開始の日本テレビ系日曜ドラマ「あなたの番です」でテレビドラマ初出演となる。

## 出演

### テレビドラマ
- あなたの番です（2019年、日本テレビ） - 石崎一男 役
  - 劇場版公開記念!「あなたの番です」完全新撮スペシャル!（2021年、日本テレビ） - 石崎一男 役

### 配信ドラマ
- あなたの番ですオリジナルストーリー「扉の向こう・石崎家編」（2019年、Hulu） - 石崎一男 役

### その他
- じゃじゃじゃじゃ〜ン!（2018年 - 2020年、フジテレビ） - じゃじゃじゃ 役